# Leader International
Leader International este o companie producătoare de conserve din legume și fructe din România.
Este deținută de omul de afaceri Horia Culcescu - finul lui George Becali.
Compania Leader International a fost înființată în anul 1994 și deține în exploatare o suprafață de 230 hectare de sere și terenuri agricole în județele Teleorman, Constanța, Olt și București.
Cifra de afaceri:
- 2009: 15 milioane euro[1]
- 2008: 14,3 milioane euro[1]